# San Andreas-forkastningen
San Andreas-forkastningen er en geologisk forkastning som strækker sig 1300 km gennem den vestlige og sydlige del af Californien. Forkastningen er den tektoniske grænse mellem Stillehavspladen og den amerikanske kontinentalplade. Den relative bevægelse af kontinentalpladerne er 33-39 mm pr år.
San Andreas forkastningen er blot en af mange forkastninger langs pladegrænserne mellem den nordamerikanske kontinentalplade og Stillehavspladen, Juan de Fuca-pladen og Cocospladen, som f.eks. Elisnore-forkastningen syd-øst for Los Angeles.

## Betydelige jordskælv
Langs San Andreas-forkastningen forekommer der jævnligt jordskælv, heraf flere store:
- 1857 Fort Tejon-jordskælvet. Styrke omkring 8,0.
- Jordskælvet i San Francisco 1906 Styrke omkring 7,8.
- 1989 Loma Prieta-jordskælvet. Styrke omkring 7,1.
- 2004 Parkfield-San Bernardino-jordskælvet. Styrke omkring 6,0.